# Muro (Trofa)
Muro ist eine Gemeinde im Norden Portugals.
Muro gehört zum Kreis Trofa im Distrikt Porto, besitzt eine Fläche von 5,0 km² und hat 1838 Einwohner (Stand 19. April 2021).